# Still (Naturschutzgebiet)
Das Naturschutzgebiet Still liegt im Landkreis Schmalkalden-Meiningen in Thüringen. Es erstreckt sich westlich von Untermaßfeld. Nordöstlich verläuft die Landesstraße L 3019, östlich fließt die Werra und nördlich die Sülze, ein linker Nebenfluss der Werra.

## Bedeutung
Das 133,8 ha große Gebiet mit der NSG-Nr. 129 wurde im Jahr 1967 unter Naturschutz gestellt.